# Матьє Бодмер
Матьє́ Бодме́р (фр. Mathieu Bodmer, нар. 22 листопада 1982, Евре) — французький футболіст, півзахисник.

## Клубна кар'єра
У дорослому футболі дебютував 1998 року виступами за команду клубу «Кан», в якій провів п'ять сезонів, взявши участь у 105 матчах чемпіонату. 
Своєю грою за цю команду привернув увагу представників тренерського штабу клубу «Лілль», до складу якого приєднався 2003 року. Відіграв за команду з Лілля наступні чотири сезони своєї ігрової кар'єри. Більшість часу, проведеного у складі «Лілля», був основним гравцем команди.
У 2007 році уклав контракт з клубом «Олімпік» (Ліон), у складі якого провів наступні три роки своєї кар'єри гравця.  Граючи у складі ліонського «Олімпіка» також здебільшого виходив на поле в основному складі команди. За цей час виборов титул чемпіона Франції, ставав володарем Кубка Франції.
До складу клубу «Парі Сен-Жермен» приєднався 2010 року. Відіграв за паризьку команду 63 матчі в національному чемпіонаті.
2013 року був спочатку відданий в оренду до «Сент-Етьєна», а згодом уклав контракт з клубом «Ніцца».

## Виступи за збірну
У 2008 році провів один матч у складі національної збірної Франції. 

## Досягнення
«Олімпік»
- Чемпіон Франції: 2007–08
- Володар Суперкубка Франції: 2007
- Володар Кубка Франції: 2007–08

«Сент-Етьєн»
- Володар Кубка ліги: 2012-13